# شيرين داراشا
شيرين فرامروز داراشا (بالإنجليزية: Shirin Framroze Darasha)‏ ولدت في 27 ديسمبر 1938 - وتوفيت في 2 مايو 2012. ترأس مدرسة جي. بي. بيتي الثانوية للبنات JB Petit High School كمديرة للمدرسة لأكثر من ثلاثة عقود، من 1973 - 2006. وهي معلمة هندية مشهورة وكاتبة مسرحية ونسوية تحدت العديد من الصور النمطية والتقاليد في المجتمع الهندي. كانت لديها آراء قوية حول أهمية «الفرح» أثناء الطفولة. لم تكن تحبذ عبء العمل المفرط والواجب المنزلي الذي استمر في السيطرة على المشهد التعليمي الهندي. اعترضت على الرأي السائد بأن الفتيات في وضع غير مؤاتٍ للتعاطي مع الرياضيات والعلوم. أكدت داراشا أنه في بيئة مراعية لتطلعات الفتيات، سوف تزدهر فيها الفتيات وينجحن. وكان استخدامها الإبداعي للدراما في التعليم امتدادًا لاهتمامها الدائم في فن المسرح - كمؤلفة مسرحية ومنتجة ومخرجة. على مر السنين، حرصت داراشا على أن تكون شخصية متميزة وحيوية في مجال تعليم الإناث في الهند. ناضلت من أجل قضية كانت تؤمن بها، وهي أن «البشرة الداكنة» لها خصائصها الجمالية والمتميزة عن غيرها في المجتمع الهندي. ومن ضمن الشخصيات التي زارتها داراشا خلال مسيرة عملها كمديرة للمدرسة المعلم الروحي الدالاي لاما.